# Киберпапа
«Киберпапа» — российский комедийный сериал (ситком), премьера которого состоялась в 2024 году на телеканале ТНТ и в онлайн-кинотеатрах.
В сериале раскрываются темы киберспорта и взаимоотношений в семье.

## Сюжет
Главный герой — пятидесятилетний сварщик Игнат в исполнении актёра Александра Робака («Инсомния», «Домашний арест»), трудолюбивый мастер своего дела. В результате нелепой случайности — он помог приварить раму детского велосипеда, который затем оказался украденным, и при этом не взял за работу денег — его увольняет задним числом корыстолюбивый директор предприятия. Тот же директор постоянно пользуется профессионализмом Игната, привлекая на «шабашки», большую часть дохода с которых забирает в свой карман.
Параллельно с этим жена Игната Марина, роль которой исполнила Юлия Пересильд («Вызов», «Битва за Севастополь»), теряет семейные сбережения в финансовой пирамиде, организованной её бывшим мужем (его играет Виктор Васильев — «Диагноз "Везучая"»). 
Игнату предстоит найти способ зарабатывать, так как он должен содержать семью — жену и её двоих детей от предыдущего брака. Помогает случай: пасынок Саня (Тимофей Кочнев — «Папины дочки. Новые», «Слово пацана. Кровь на асфальте»), которого мать отправляет выбрасывать мусор, сажает отчима за компьютер во время компьютерной игры — мультиплеерного шутера, а Игнат, благодаря натренированному годами за время работы сварщиком зрению, одерживает победу.
После этого сварщик присоединяется к киберспортивной команде пасынка и участвует в турнире с призом в два миллиона рублей, налаживает отношения с пасынком, становится известным геймером, и одновременно — наставником, другом и киберпапой для всех членов команды.
Роли киберспортсменов в команде главного героя исполнили Фотис Келепурис («Подростки. Первая любовь»), Хетаг Хинчагов, Максим Сапрыкин («Хоккейные папы», «Жиза»).

## В ролях
- Александр Робак
- Юлия Пересильд
- Виктор Васильев
- Тимофей Кочнев
- Ева Данилко
- Фотис Келепурис
- Максим Сапрыкин
- Денис Румянцев
- Мария Бокова
- Хетаг Хинчагов
- Илья Хвостиков
- Максим Лагашкин

## Место съёмок
- В процессе создания сериала планировалось в качестве игры, в которую играют герои, показать Counter Strike. После февраля 2022 года такой возможности они лишились, поэтому обратились к разработчикам Warface, но договориться не удалось. В результате была создана собственная видеоигра для эпизодов, где на экранах появляется геймплей[3][4].
- В качестве каскадёра для съёмок привлекали реального сварщика, поскольку актёр Александр Робак не умеет варить. Главный герой варил через крутящиеся лопасти вентилятора, вслепую — под днищем автобуса, в воде в залитом ресторане. Профессионал в некоторых случаях отмечал, что даже лучшие сварщики не способны на некоторые из показанных приёмов[5].
- В изначальном сценарии был эпизод, где главные герои – Игнат и подростки из киберспортивной команды – случайно оказываются на свингер-вечеринке, пытаясь спасти своего друга. Александр Робак потребовал убрать или изменить этот эпизод, аргументировав его так: «Я хотел бы смотреть этот сериал вместе со своими детьми»[5].
- Для написания сценария с использованием геймерской лексики сценаристы сериала смотрели стримы киберспортивных состязаний.

## Музыка
- Группа PRAVADA: «Город»